# Ũ̀
Ũ̀ (minuscule : ũ̀), appelé U tilde accent grave, est une lettre latine utilisée dans l’écriture du bassa (langue krou), du bribri, du bwamu laa, du gokana, du lyélé et du tèè.
Elle est formée de la lettre U avec un tilde suscrit et un accent grave.

## Représentations informatiques
Le U tilde accent grave peut être représenté avec les caractères Unicode suivants : 
- précomposé (Latin étendu A, diacritiques) :

| formes    | représentations | chaînes de caractères | points de code | descriptions                                             |
| --------- | --------------- | --------------------- | -------------- | -------------------------------------------------------- |
| capitale  | Ũ̀               | Ũ◌̀                    | U+0168 U+0300  | lettre majuscule latine u tilde diacritique accent grave |
| minuscule | ũ̀               | ũ◌̀                    | U+0169 U+0300  | lettre minuscule latine u tilde diacritique accent grave |

- décomposé (latin de base, diacritiques) :

| formes    | représentations | chaînes de caractères | points de code       | descriptions                                                         |
| --------- | --------------- | --------------------- | -------------------- | -------------------------------------------------------------------- |
| capitale  | Ũ̀               | U◌̃◌̀                   | U+0055 U+0303 U+0300 | lettre majuscule latine u diacritique tilde diacritique accent grave |
| minuscule | ũ̀               | u◌̃◌̀                   | U+0075 U+0303 U+0300 | lettre minuscule latine u diacritique tilde diacritique accent grave |